# بجل
بجل (بالإنجليزي: Bejel) هو مرض مزمن يصيب الجلد وكذلك الأنسجة تسببه العدوى بالبكتيريا اللولبية أو لولبية شاحبة.

## العلاج
يمكن علاجه بالمضادات الحيوية والبنسيلين.